# Centaurea paczoskii
Centaurea paczoskii là một loài thực vật có hoa trong họ Cúc. Loài này được Kotov ex Klokov mô tả khoa học đầu tiên năm 1936.